# Corpus Inscriptionum Etruscarum
Corpus Inscriptionum Etruscarum (Зібрання етруських написів) — перше та найбільше зібрання всіх відомих науці написів етруською мовою.

## Історія
Ініціатором проекту був німецький філолог і етрусколог Карл Паулі. З 1885 року (за іншими даними — з 1890 року) він провадив систематичний збір етруських написів. Саме видання проводиться з 1893 року спершу під егідою Прусської академії наук у Берліні. Пізніше виданням займалися різні науковці, серед яких варто згадати шведського етрусколога Олофа Августа Данієлссона (Olof August Danielsson) з Уппсальського університету та німецького мовознавця Густава Гербіха (1868–1925). Після смерті Данієлссона у 1933 році роботу над проектом було призупинено.
Після другої світової війни проект перейшов до організації-наступниці Прусської академії — Академії наук НДР, проте справа не зрушила з місця.
З 1970 року видання продовжує видавати група італійських науковців під егідою Національної ради наукових досліджень (італ. Consiglio Nazionale delle Ricerche).

## Короткий опис
У довіднику використовується проста система нумерації написів. Наприклад, покажчик CIE 6 позначає напис mi avileś apianaś (Я належу Авілі Апіа.) Таким чином пронумеровані всі написи.
Зібрання розділене на три частини: Північна та Внутрішня Етрурія, решта Етрурії, а також територія фалісків (Нижня Етрурія).
У виданні часто трапляються помилки, тож фахівці паралельно використовують зібрання Testimonia Linguae Etruscae (TLE), видання якого було розпочато 1954 року італійським істориком та археологом Массімо Паллоттіно.

## Видані томи
- Corpus inscriptionum Etruscarum. Academiae Litterarum Regiae Borussicae et Societatis Litterarum Regiae Saxonicae munificentia adiutus
- Corpus inscriptionum Etruscarum — Vol. 1 (Tit. 1-4917), Lipsiae 1893 (1902, 1964).
- Corpus inscriptionum Etruscarum — Vol. 2, Sec. 1, Fasc. 1 (Tit. 4918-5210), Olof August Danielsson, Gustav Herbig, 1907 (1936, 1964, 1970).
- Corpus inscriptionum Etruscarum — 2, 1, 2 (Tit. 5211-5326), Gustav Herbig, 1923 (1964, 1970).
- Corpus inscriptionum Etruscarum — 2, 1, 3 (Tit. 5327-5606), Ernst Sittig, 1936.
- Corpus inscriptionum Etruscarum — 2, 1, 4 (Tit. 5607-6324), Mauro Cristofani, 1970 (2003).
- Corpus inscriptionum Etruscarum — 2, 1, 5 (Tit. 6325-6723), Giovanni Colonna, Daniele F. Maras, 2006
- Corpus inscriptionum Etruscarum — 2, 2, 1 (Tit. 8001-8600), Gustav Herbig, 1912 (1936, 1964, 1970).
- Corpus inscriptionum Etruscarum — 2, 2, 2 (Tit. 8601-8880), Mauro Cristofani, 1996.
- Corpus inscriptionum Etruscarum — 2, 2, 1 (Tit. 8881-8927), Giovanni Colonna, Daniele F. Maras 2006.
- Corpus inscriptionum Etruscarum — 3, 1 (Tit. 10001-10520), Maristella Pandolfini Angeletti, 1982.
- Corpus inscriptionum Etruscarum — 3, 2 (Tit. 10521-10950), Juliana Magini Carella Prada, 1987.
- Corpus inscriptionum Etruscarum — 3, 3 (Tit. 10951-11538), Maristella Pandolfini Angeletti, 1994.
- Corpus inscriptionum Etruscarum — 3, 4 (Tit. 11539-12113), Adriano Maggiani, 2004.